# 平王 (楚)
平王（へいおう）は、中国春秋時代の楚の王。姓は羋、氏は熊。諱は弃疾（即位後、居に改名）。共王の五男、康王・霊王・訾敖・子皙(zh)の弟。

## 生涯

### 公子時代
公子弃疾は兄霊王の命で陳や蔡を滅ぼして、陳公や蔡公を名乗ったり、斉で悪名を鳴らして呉に亡命していた慶封(zh)を攻めて処刑するなど、霊王の手足として活躍していた。
しかし、霊王の連年の出兵による不満が国内中に高まったのを感じ、秦から帰国した兄の公子比や公子黒肱（子皙）は、霊王12年（紀元前529年）に霊王不在の隙を突いて霊王の太子禄を暗殺、楚王となった比こと訾敖により、弃疾は司馬に任じられる。その直後の5月18日、弃疾は「王（霊王）が帰国して、新王を処刑する」との流言飛語を都に流して訾敖と令尹子皙を自害へと追い込み、翌5月19日に自らが楚王として即位する。

### 即位後
平王6年（紀元前523年）、弃疾こと平王は太子建(zh)の妃を秦から迎えるため、少傅の費無忌を秦に遣わした。しかし費無忌は秦の公女伯嬴の美しさを見て、この公女を平王自身が娶るよう進言した。平王も公女の美しさを気に入り、自らの側室としてしまった。これにより平王は、費無忌を厚く信頼するようになった。また費無忌は、この一件で建が自分に恨みを向けるのではないかと恐れ、平王に対して建を讒言するようになった。このため、平王は国境警備の名目で建を城父に遠ざけた。その後も費無忌は、建が平王に妃を奪われたことに恨みを抱いて謀反を企んでいると讒言した。この時、太傅の伍奢にも監督責任が及び、平王は伍奢を捕らえ、子の伍尚(zh)・伍員（子胥）をも呼び寄せて殺そうとした。だが伍子胥はこれに応じず呉に亡命したため、伍奢・伍尚を処刑した。これが伍子胥の楚への復讐の火種となり、同時に平王の輿望も衰え、呉による侵攻を防ぎきれなくなり、国力衰退の端緒を作ってしまう。
平王13年（紀元前516年）9月に病没。昭王10年（紀元前506年）の柏挙の戦いで呉軍が楚の都郢を占領した時、伍子胥は平王の陵墓を暴き、その遺体を300回も鞭打ったといい、これが「死人に鞭打つ」の語源である。

## 家庭
父親：
- 共王（熊審、第7代楚王）

兄弟：
- 康王（熊招、第8代楚王）
- 霊王（熊囲、第10代楚王）
- 訾敖（熊比、第11代楚王）
- 熊黒肱（子皙、令尹, zh）

子
- 公子申（子西、令尹, (zh)）※　景氏の祖で、末裔に景駒がいる。
- 太子建（zh）
- 公子結（子期、司馬, (zh)）
- 公子啓（子閭, (zh)）
- 昭王（熊珍、第13代楚王）